# Jeff Wayne's The War of the Worlds
Jeff Wayne's The War of the Worlds is een Real-time strategy computerspel ontwikkeld door Rage Software Limited en uitgebracht door GT Interactive in 1998 voor de pc.
Het spel is gebaseerd op Jeff Wayne's Musical Version of The War of the Worlds — die op zijn beurt weer gebaseerd is op H. G. Wells' roman The War of the Worlds.

## Speelwijze

### Achtergrond
De speler kan kiezen om te spelen met de mensen of de Martianen. In tegenstelling tot veel andere spellen uit die tijd heeft dit spel geen vooraf vastgelegde missies of gevechten. Gevechten vinden enkel plaats als troepen van de ene partij een gebied van de andere partij binnenvallen. Qua opzet doet het spel denken aan North & South.
Het spel speelt zich af in het Groot-Brittannië van eind 19e eeuw. De kaart van Groot-Brittannië is verdeeld in ongeveer 30 sectoren die door de twee partijen kunnen worden bezet. Binnen hun sectoren kunnen spelers een basis opzetten en nieuwe eenheden bouwen. Op de kaart kunnen ze eenheden naar andere sectoren sturen. Alleen op de kaart kan de tijd verstrijken.
Beide partijen hebben een hoofdsector die moet worden veroverd om het spel te winnen. Voor de Martianen is dat een Sector in Schotland, en voor de mensen Londen.

### Eenheden
In tegenstelling tot vele andere RTS computerspellen bestaan eenheden vaak uit meerdere voertuigen, behalve de zeer geavanceerde eenheden.
De Martianen hebben vooral veel sterke voertuigen. Deze hebben zeker in het begin van het spel de overhand. Ze komen echter maar in kleine groepen voor en duren lang om te bouwen. Ook hebben de Martianen in het begin maar 1 sector in handen. Wel landen er in het begin van het spel een aantal Martiaanse cilinders in omliggende sectoren. Martianen kunnen naast hun standaard eenheden een paar geavanceerde bouwen zoals de Xeno-Telepath (die vijandige eenheden kan manipuleren) en de Tempest (een zeer sterke vechtmachine).
De mensen hebben relatief gezien zwakkere eenheden, maar deze komen wel in grotere groepen voor en zijn sneller te bouwen. Bovendien hebben de mensen vanaf het begin al meer sectoren in handen. Indien men met de Martianen speelt kan met verwachten door grote groepen mensen te worden aangevallen. De meer specifieke wapens van de mensen zijn de tunneling tracklayers (die ondergronds kunnen reizen) en hun schepen (die vanuit het water grote schade aan kunnen richten).
In het begin hebben beide partijen maar een beperkt aantal eenheden dat kan worden gebouwd. Wel kan er de opdracht worden gegeven nieuwe machines en gebouwen te ontwerpen. Van vrijwel elk type machine of gebouw bestaan drie versies, elk sterker en geavanceerder dan de vorige. Welke machines ontwikkeld kunnen worden hangt af van welke gebouwen reeds ontwikkeld zijn.

### Grondstoffen
Voor het bouwen en onderhouden van de machines en gebouwen zijn grondstoffen nodig. Beide partijen hebben drie grondstoffen: de mensen kolen, staal en olie, en de Martianen zware elementen, koper en menselijk bloed. Deze grondstoffen zijn in elke sector te krijgen, maar pas na het bouwen van de juiste gebouwen. Indien een sector te weinig grondstoffen kan bemachtigen kan het bouwen van nieuwe eenheden in die sector enorm vertragen.

## Muziek
Jeff Wayne componeerde zelf de muziek voor het spel. De muziek bestaat uit materiaal van Jeff Wayne's Musical Version of The War of the Worlds, opnieuw opgenomen in een nieuwere elektronica stijl met techno effecten. Deze nummers zijn:
- The Eve of the War (Human) — 4:47
- The Eve of the War (Martian) — 4:57
- Horsell Common — 5:11
- The Fighting Machine — 5:10
- The Red Weed — 5:25
- The Spirit of Man — 5:02
- Brave New World — 5:11
- Dead London — 5:10

## Impact
Het spel was een van de eerste RTS spellen die 3D modellen gebruikte voor de eenheden. Het spel bevatte ook 3D terrein, wat strategisch kon worden gebruikt. In het begin had het spel nog te lijden onder enkele technische problemen, vooral indien er veel voertuigen in beeld waren.

## Trivia
De beginanimatie van het spel werd ook gebruikt in de musicalversie van Jeff Wayne's The War of the Worlds.